# Bertoldshofen
Bertoldshofen (ältere Schreibung auch Bertholdshofen; mundartlich Berletshofa) ist ein Ortsteil der Stadt Marktoberdorf und eine Gemarkung im bayerischen Landkreis Ostallgäu.

## Geographie
Das Pfarrdorf mit rund 1000 Einwohnern liegt etwa vier Kilometer östlich des Marktoberdorfer Stadtkerns und wird von Süden nach Norden von der Geltnach durchflossen. Die Verkehrserschließung erfolgt in West-Ost-Richtung durch die Bundesstraße 472, die Marktoberdorf mit Schongau verbindet, sowie durch die Kreisstraße OAL 5, die Bertoldshofen im Norden an die Bundesstraße 16 Richtung Kaufbeuren anschließt. Die lange geplante und wegen Klagen verzögerte Ortsumfahrung Marktoberdorf/Bertoldshofen der B 472 wurde nach vierjähriger Bauzeit Ende 2022 mit einem 600 m langen Tunnel dem Verkehr freigegeben. Auf der Gemarkung liegen das Pfarrdorf Bertoldshofen, das Kirchdorf Burk, die Dörfer Hausen und Selbensberg und die Weiler Gehren und Hagmoos.

## Geschichte
Die Herren von Fraß, Ministerialen des Hochstiftes Augsburg, verwalteten im Mittelalter von einer Burg über Bertoldshofen die Güter des Augsburger Fürstbischofs. 1443 wurde Bertoldshofen von dem benachbarten Altdorf abgekoppelt und mit dem Geistlichen Johann Seldner selbstständige Pfarrei. Nach der Gründung der Antoniusbruderschaft 1684 entwickelte sich in Bertoldshofen eine bedeutende Wallfahrt. 1818 wurde mit dem bayerischen Gemeindeedikt die Gemeinde Bertoldshofen begründet. Am 1. Juli 1972 wurde Bertoldshofen nach Marktoberdorf eingemeindet.

## Sehenswürdigkeiten
- St. Rochus (Bertoldshofen)
- Katholische Pfarrkirche St. Michael
- Pfarrhaus
- Ein kleines Burgdenkmal auf dem Schlossberg.

Siehe auch: Liste der Baudenkmäler in Bertoldshofen